# Santiago do Sul
Pour les articles homonymes, voir Santiago (homonymie).
Santiago do Sul est une ville brésilienne située dans la mésorégion Ouest de Santa Catarina, dans l'État de Santa Catarina.

## Géographie
Santiago do Sul se situe par une latitude de 26° 38′ 22″ sud et par une longitude de 52° 41′ 05″ ouest, à une altitude de 450 mètres.
Sa population était de 1 465 habitants au recensement de 2010. La municipalité s'étend sur 74 km2.
Elle fait partie de la microrégion de Chapecó, dans la mésorégion Ouest de Santa Catarina.

## Administration
La municipalité est constituée d'un seul district, siège du pouvoir municipal.

## Villes voisines
Santiago do Sul est voisine des municipalités (municípios) suivantes :
- Coronel Martins
- Formosa do Sul
- Novo Horizonte
- Quilombo
- São Domingos